# Tan Tuha
Tan Tuha is een bestuurslaag in het regentschap Aceh Besar van de provincie Atjeh, Indonesië. Tan Tuha telt 222 inwoners (volkstelling 2010).